# 슬로바키아의 구
슬로바키아의 구(슬로바키아어: Okres 오크레스)는 8개 주 다음에 해당하는 슬로바키아의 2단계 행정 구역이다. 현재 슬로바키아에는 79개 구가 있으며 이들 구는 여러 개의 지방 자치체로 나뉜다. 구 이름은 구에서 가장 큰 지방 자치체에서 유래된 이름이다.
브라티슬라바와 코시체는 도시구로 분류되는데 브라티슬라바는 5개 구, 코시체는 4개 구로 각각 나뉜다. 그 외의 구는 규모가 더 큰 편인데 농촌 지역, 도시형 지방 자치체도 포함한다.

슬로바키아의 구 지도

## 슬로바키아의 구 목록
| - 니트라주 - 노베잠키구 - 니트라구 - 레비체구 - 샬랴구 - 즐라테모라우체구 - 코마르노구 - 토폴차니구 - 반스카비스트리차주 - 데트바구 - 레부차구 - 루체네츠구 - 리마우스카소보타구 - 반스카비스트리차구 - 반스카슈티아브니차구 - 벨키크르티시구 - 브레즈노구 - 자르노비차구 - 즈볼렌구 - 지아르나트흐로놈구 - 크루피나구 - 폴타르구 - 브라티슬라바주 - 말라츠키구 - 브라티슬라바 1구 - 브라티슬라바 2구 - 브라티슬라바 3구 - 브라티슬라바 4구 - 브라티슬라바 5구 - 세네츠구 - 페지노크구 - 질리나주 - 나메스토보구 - 돌니쿠빈구 - 루좀베로크구 - 립토우스키미쿨라시구 - 마르틴구 - 비트차구 - 질리나구 - 차트차구 - 키수츠케노베메스토구 - 투르치안스케테플리체구 - 트브르도신구 | - 코시체주 - 겔니차구 - 로주냐바구 - 미할로우체구 - 소브란체구 - 스피슈스카노바베스구 - 코시체 1구 - 코시체 2구 - 코시체 3구 - 코시체 4구 - 코시체오콜리에구 - 트레비쇼우구 - 트렌친주 - 노베메스토나트바홈구 - 미야바구 - 바노우체나트베브라보우구 - 일라바구 - 트렌친구 - 파르티잔스케구 - 포바슈스카비스트리차구 - 푸호우구 - 프리에비자구 - 트르나바주 - 갈란타구 - 두나이스카스트레다구 - 세니차구 - 스칼리차구 - 트르나바구 - 피에슈탸니구 - 흘로호베츠구 - 프레쇼우주 - 레보차구 - 메질라보르체구 - 바르데요우구 - 브라노우나트토플료우구 - 사비노우구 - 스니나구 - 스비드니크구 - 스타라류보브냐구 - 스트롭코우구 - 케주마로크구 - 포프라트구 - 프레쇼우구 - 후멘네구 |

## 같이 보기
- 슬로바키아의 주